# (73704) Hladiuk
Hladiuk (asteroide n.º 73704) es un asteroide de la cinturón principal, a 3,1041656 UA. Posee una excentricidad de 0,0439191 y un período orbital de 2 136,83 días (5,85 años).
Hladiuk tiene una velocidad orbital media de 16,5298009 km/s y una inclinación de 12,13503º.
Este asteroide fue descubierto el 6 de octubre de 1991 por Andrew Lowe.